# Jürgen Roters

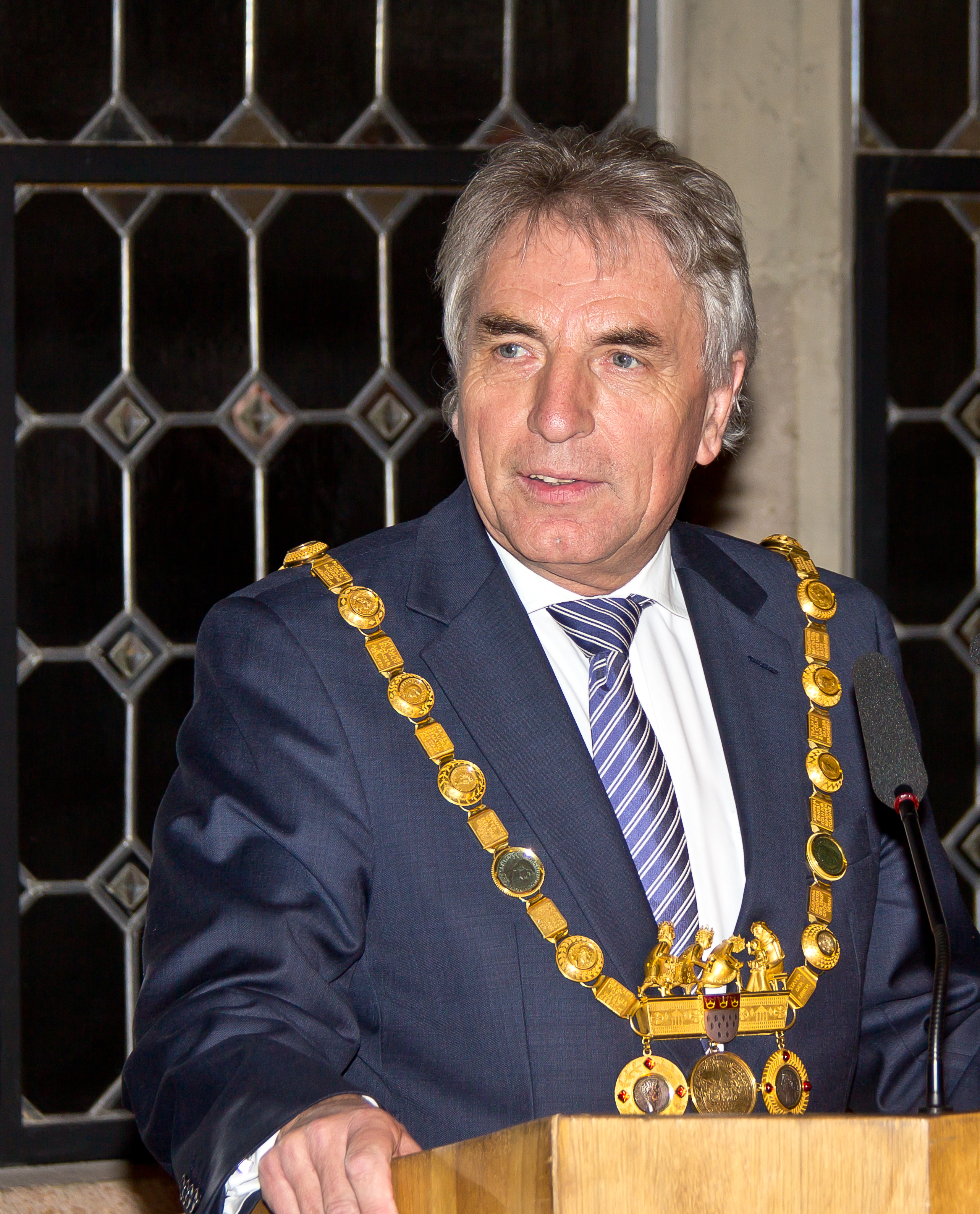
Jürgen Roters mit Amtskette (2012)

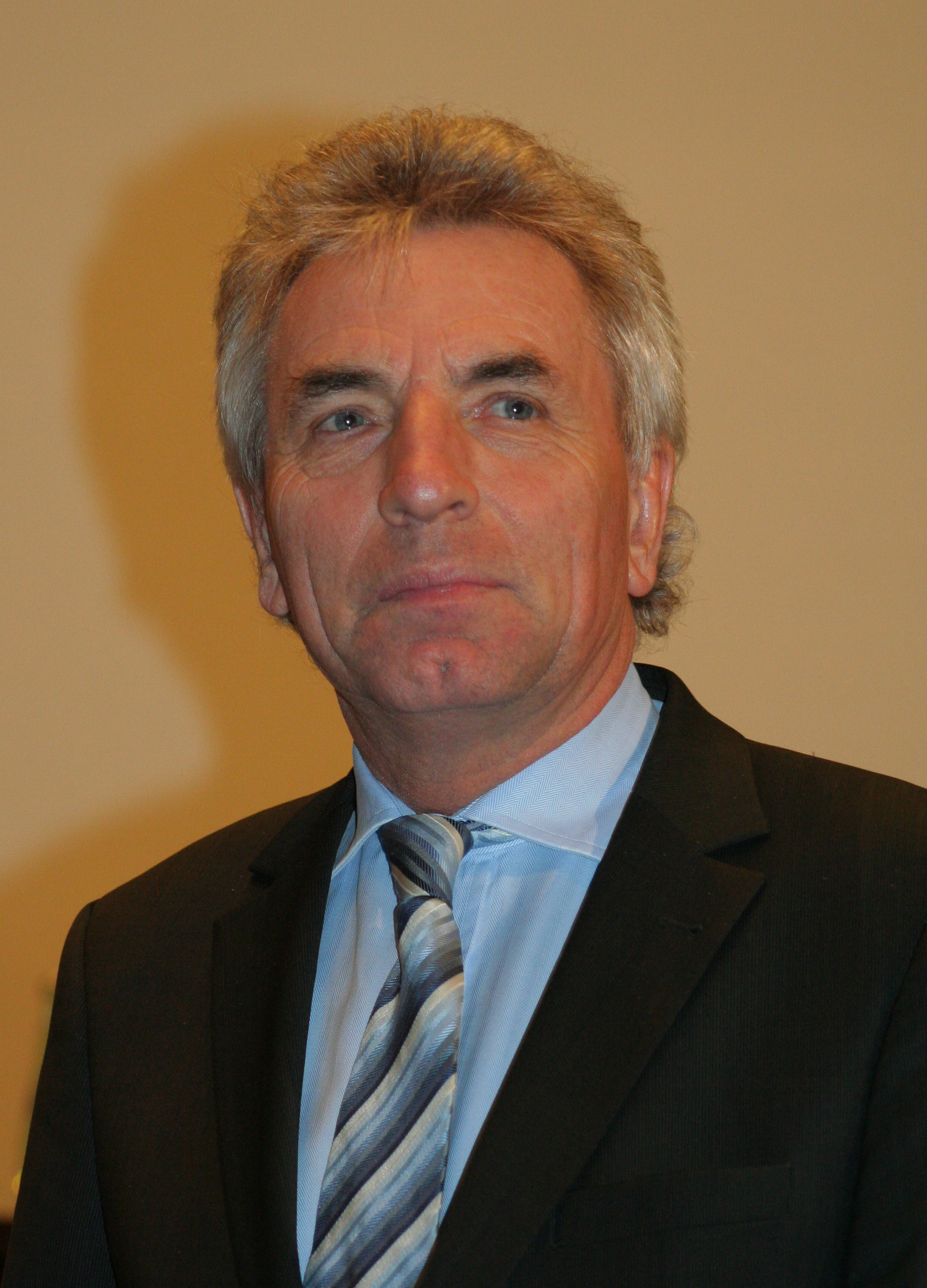
Jürgen Roters (2010)

Jürgen Roters (* 15. Januar 1949 in Coesfeld) ist ein deutscher Jurist, Verwaltungsbeamter und Sportfunktionär. Er amtierte vom 21. Oktober 2009 bis zum 20. Oktober 2015 als Oberbürgermeister der Stadt Köln. Roters ist verheiratet, hat drei Kinder und ist seit 1967 Mitglied der SPD.

## Ausbildung und Beruf
Nach dem Abitur im Jahre 1968 am Gymnasium Nepomucenum in Coesfeld studierte Roters von 1968 bis 1974 Rechtswissenschaft und legte 1978 das zweite juristische Staatsexamen ab. Für sein Studium wurde er mit einem Stipendium der Hans-Böckler-Stiftung gefördert. Anschließend arbeitete er im Dienst des Landes Nordrhein-Westfalen bei der Bezirksregierung Münster, im Kultusministerium und von 1982 bis 1988 als Dozent und Abteilungsleiter an der Fachhochschule für öffentliche Verwaltung des Landes Nordrhein-Westfalen. Von 1988 bis 1994 war er persönlicher Referent und Büroleiter des nordrhein-westfälischen Innenministers Herbert Schnoor.
1994 wurde er Polizeipräsident in Köln und 1999 als Nachfolger von Franz-Josef Antwerpes zum Regierungspräsidenten des Regierungsbezirks Köln ernannt. Nach der von CDU und FDP gewonnenen Landtagswahl 2005 und dem folgenden Regierungswechsel wurde er in den Einstweiligen Ruhestand versetzt. Danach war er freiberuflich als Autor und Gutachter tätig.

## Sport
In den 1960er Jahren war Roters Deutscher Jugendmeister über 1500 Meter, 3000 Meter und im Wald- und Crosslauf. Er nahm 1973 als Leichtathlet an der Universiade in Moskau, bei der er Siebter über 1500 Meter wurde, und am Länderkampf Deutschland – USA in München teil. Seit 1990 bestritt er 25 Marathonläufe im In- und Ausland.
Er war Mitinitiator des Köln-Marathons, fungierte 13 Jahre als 1. Vorsitzender des „Kölner Vereins für Marathon“ und wurde 2011 dessen Präsident. Außerdem ist er Präsident des Leichtathletikteams der Deutschen Sporthochschule Köln, war Vorsitzender des Verwaltungsrats des ASV Köln und Vorsitzender der Zweigstelle der Deutschen Olympischen Gesellschaft Rheinland.

## Politik

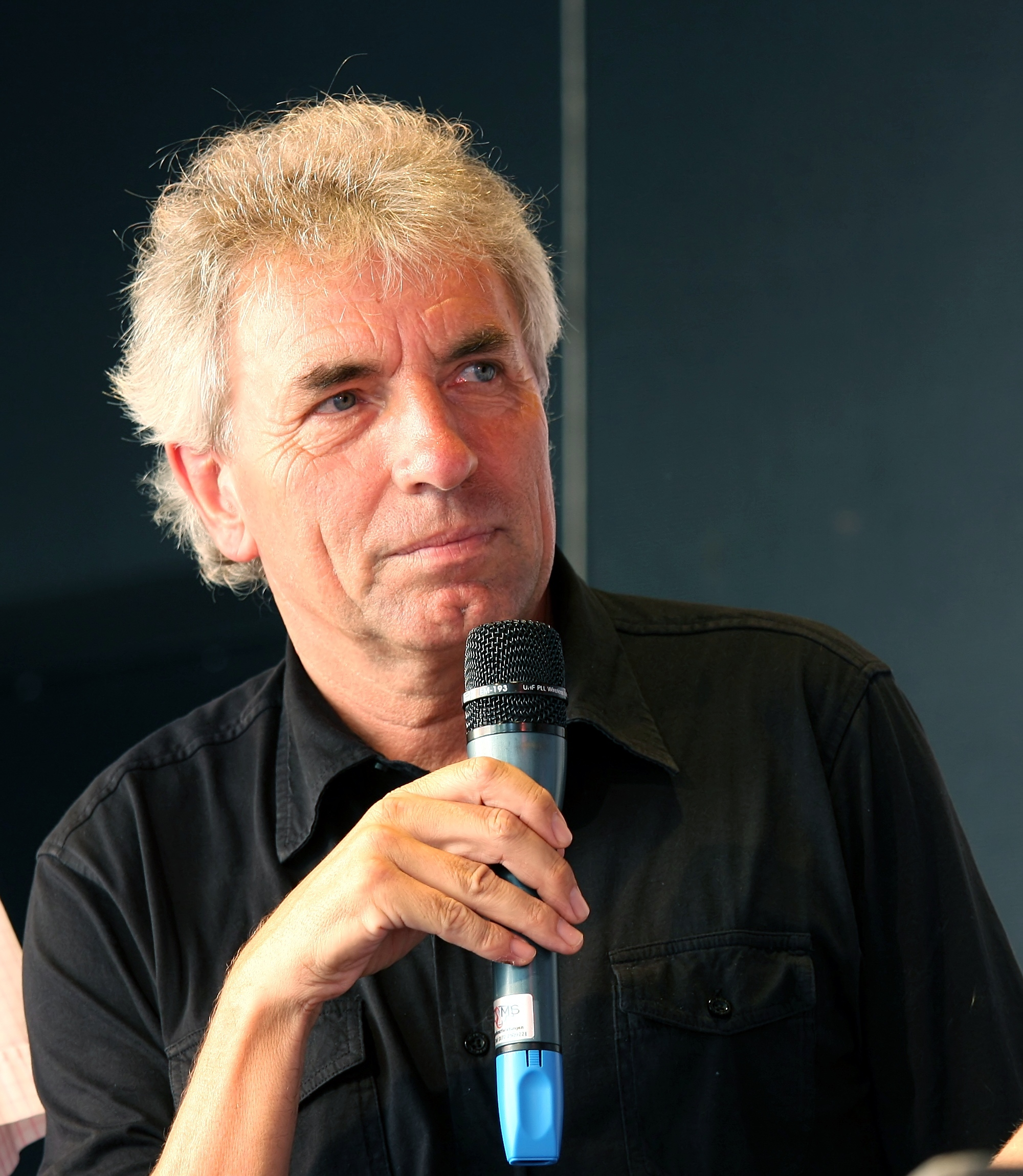
Jürgen Roters beim „Kandidaten-Check zur Kommunalwahl 2009“. Bühnenprogramm zum CSD-Straßenfest/ColognePride 2009

Am 18. August 2008 wurde Jürgen Roters von den Kölner Parteigliederungen von SPD und Bündnis 90/Die Grünen zum gemeinsamen Kandidaten für die Oberbürgermeisterwahl 2009 in Köln nominiert und am 30. August 2009 mit 54,7 Prozent der Stimmen zum Oberbürgermeister gewählt. Am 21. Oktober 2009 übernahm er das Amt von seinem Vorgänger Fritz Schramma. Seine Amtszeit endete regulär am 20. Oktober 2015. Stadtdirektor Guido Kahlen übernahm am 21. Oktober für einen Tag kommissarisch die Amtsgeschäfte, bevor die zur neuen Kölner Oberbürgermeisterin gewählte Henriette Reker am 22. Oktober ihre Wahl annahm.
Während seiner Amtszeit als Oberbürgermeister war Jürgen Roters Mitglied im Vorstand des Städtetages Nordrhein-Westfalen und ordentlicher Delegierter des Deutschen Städtetages im sogenannten World Council der World Organisation of United Cities and Local Governments (UCLG), des Weltverbands der Kommunen, sowie stellvertretendes Mitglied im Executive Bureau, dem Vorstand des Verbandes. Am 5. März 2012 wurde Roters für die Wahlperiode bis 2013 zum Vorsitzenden des Kommunalen Arbeitgeberverbandes Nordrhein-Westfalen (KAV NW) gewählt, des größten kommunalen Arbeitgeberverbands der Bundesrepublik Deutschland.
Roters hatte 2009 in der Affäre um dubiose Beraterverträge der Sparkasse KölnBonn, die unter anderem zum Rücktritt der Kölner CDU-Politiker Rolf Bietmann und Josef Müller führte, die Praxis des „Beutemachersystems“ scharf kritisiert. Er musste anschließend allerdings zugeben, dass er 2006 selbst einen „Beratervertrag“ vom gleichen Geldgeber erhalten hatte, von dem er als Freiberufler ein persönliches Honorar für ein Gutachten erhalten hatte. Nach Aussage Roters war dieser Beratervertrag – im Gegensatz zu den Verträgen des gleichen Geldgebers mit CDU-Politikern – jedoch ein „normaler Vorgang“. Der CDU-Politiker Bietmann hatte sich zu den gegen ihn gerichteten Vorwürfen ähnlich eingelassen. Tatsächlich hatte Roters ein Gutachten erstellt, dieses war für seinen Auftraggeber jedoch nutzlos, da es zu spät abgegeben und infolgedessen inhaltlich überholt gewesen sei. Dennoch wurde das Entgelt in Höhe von 35.000 Euro ohne Minderungen gezahlt.

## Sonstige Aktivitäten
Roters ist seit 2009 Vorsitzender des Trägervereins Heideportal Gut Leidenhausen, der sich unter anderem dem Umbau der Tenne des Guts Leidenhausen zu einer multimedialen Ausstellungshalle widmet und die Erholungs- und Naturschutzlandschaft stärken will.
Roters war Aufsichtsratsvorsitzender von Köln-Musik und Koelnmesse. Zudem ist er Ehrenvorsitzender des Fördervereins des Kulturfestivals „Sommerblut“ e. V., Ehrenvorsitzender des Fördervereins Nationalpark Eifel e. V. sowie Ehrenmitglied im Förderverein Kinderkrankenhaus Amsterdamer Straße Köln e. V.
Vor seiner Zeit als Kölner Oberbürgermeister wohnte Roters 22 Jahre im Düsseldorfer Stadtteil Unterbach und engagierte sich erfolgreich gegen einen nahe dem Freizeit- und Naturschutzgebiet Unterbacher See geplanten Containerbahnhof.